# 青龍寺 (西安市)
青龍寺（せいりゅうじ）は、中華人民共和国陝西省の古都、西安市南郊の雁塔区大雁塔街道鉄炉廟村にある仏教寺院であり、弘法大師空海ゆかりの寺として知られている。
その故地は、唐の都、長安城においては、左街の新昌坊に当たる場所であった。

## 歴史
創建は、隋の開皇2年（582年）であり、当初は霊感寺と呼ばれた。初唐の武徳4年（621年）に一度、廃寺となったが、龍朔2年（662年）に再建され、観音寺と改められた。
青龍寺と改称されたのは、景雲2年（711年）のことである。
唐中期には、恵果らの密教僧らが住持するようになり、入唐留学僧たちとの関係が生まれた。空海は恵果に学び、天台宗の円仁や円珍らも恵果の法系に連なる法全に就いて密教を学んだ。
会昌5年（845年）、会昌の廃仏によって再び廃毀された。しかし、大中6年（852年）には、いったん復興を果たし、護国寺と改められている。ただ、唐末五代の動乱によって、都の長安は急速に寂びれてしまった。そのため、以後三たび姿を消すこととなった。

## 復興
1982年以来、西安人民政府が、青龍寺の遺址と伝承されてきた石仏寺周辺の発掘調査を行い、多数の唐代の遺物を発掘し、この地がいにしえの青龍寺であったことを確かめた。
青龍寺は復興され、そこには、日本からの寄贈で、空海記念碑、恵果･空海記念堂が建つ。また、蓮生善隆（善通寺元法主）により四国八十八箇所の零番札所と名付けられた。

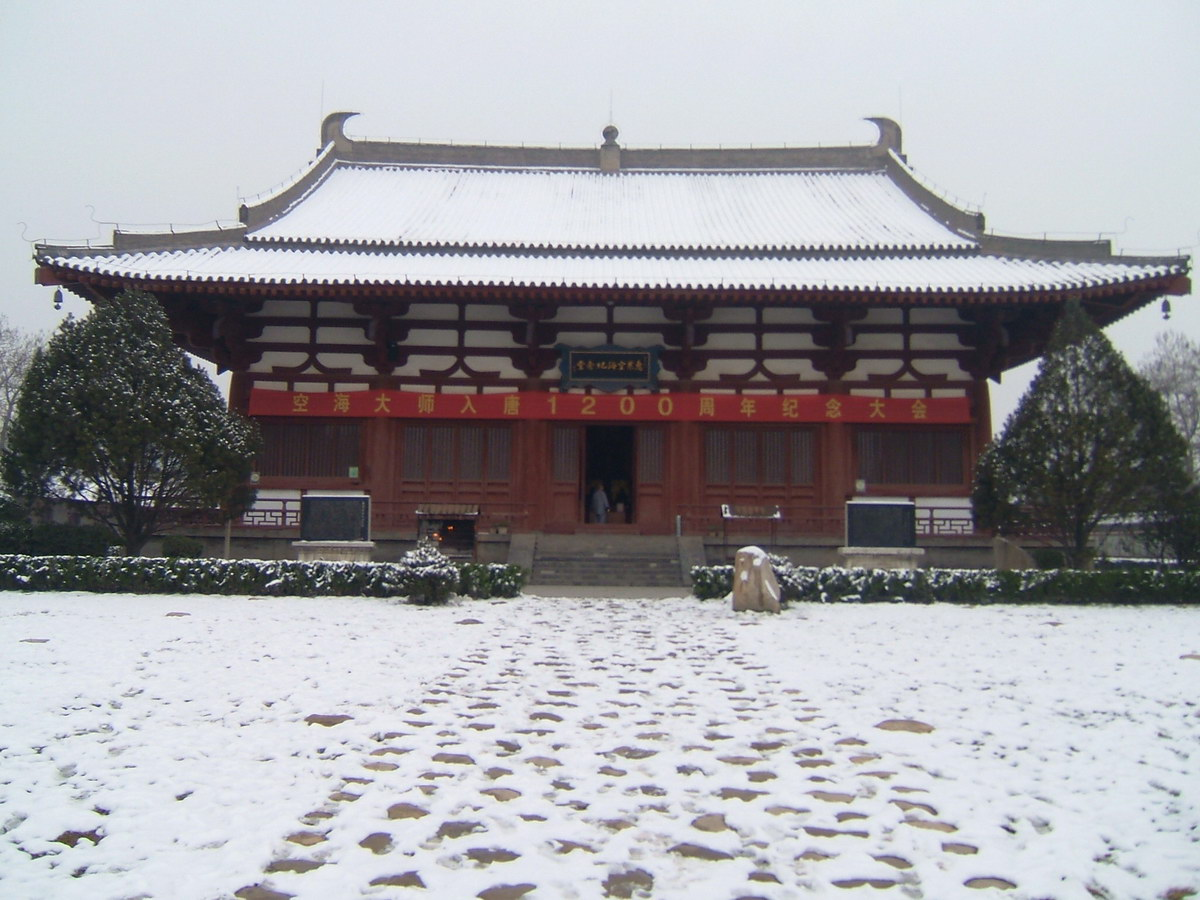
恵果･空海記念堂 (2004年12月)
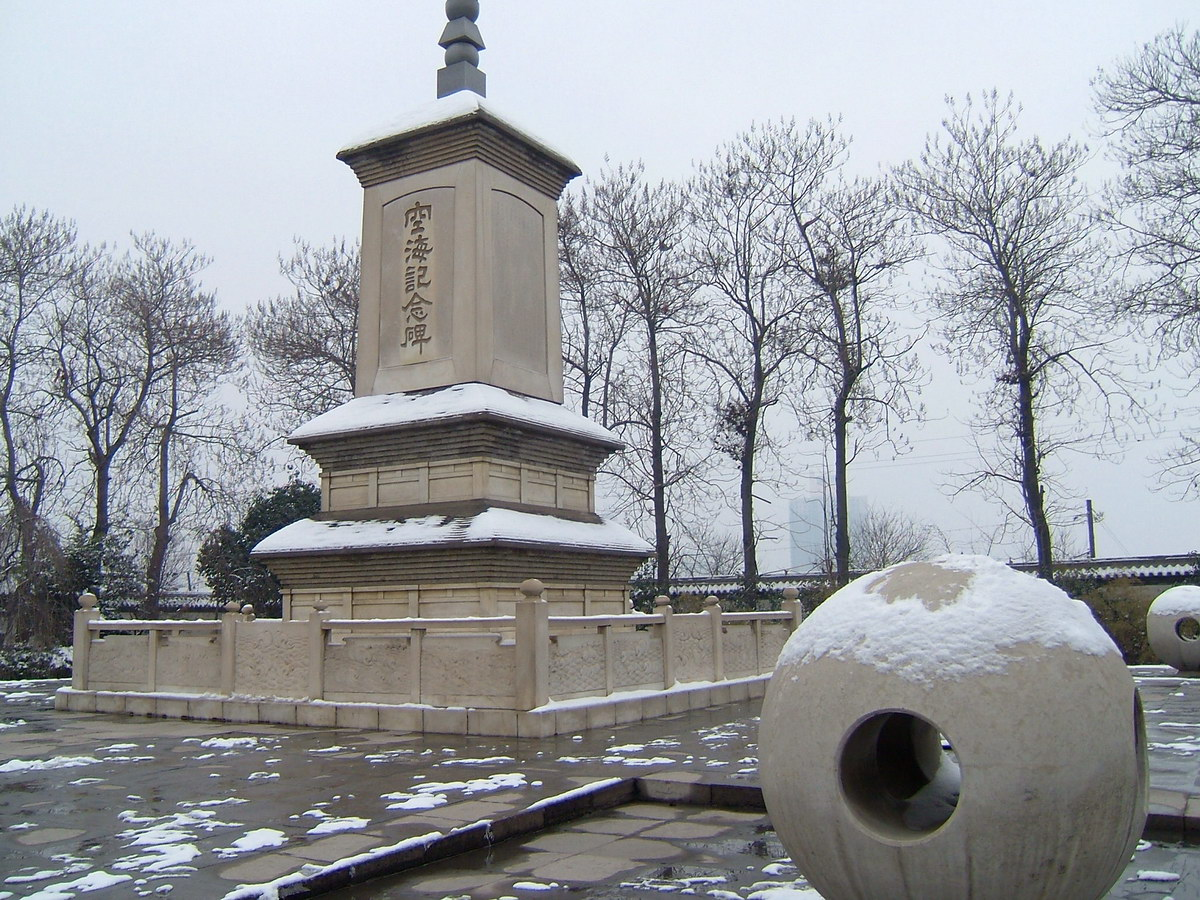
空海記念碑 (2004年12月)